# تويوكاوا (آيتشي)
تويوكاوا مدينة تقع ضمن محافظة آيتشي في اليابان، تأسست في 6/1/1943، بلغ عدد تعداد سكانها في 1 يناير – 2008 حوالي 161595 مساحتها الإجمالية حوالي 150.71 كم٢ لتصبح كثافة سكانها 1072 نسمة لكل كيلو متر مربع.

## توأمة
لتويوكاوا (آيتشي) اتفاقيات توأمة مع:
- كوبيرتينو

## معرض صور

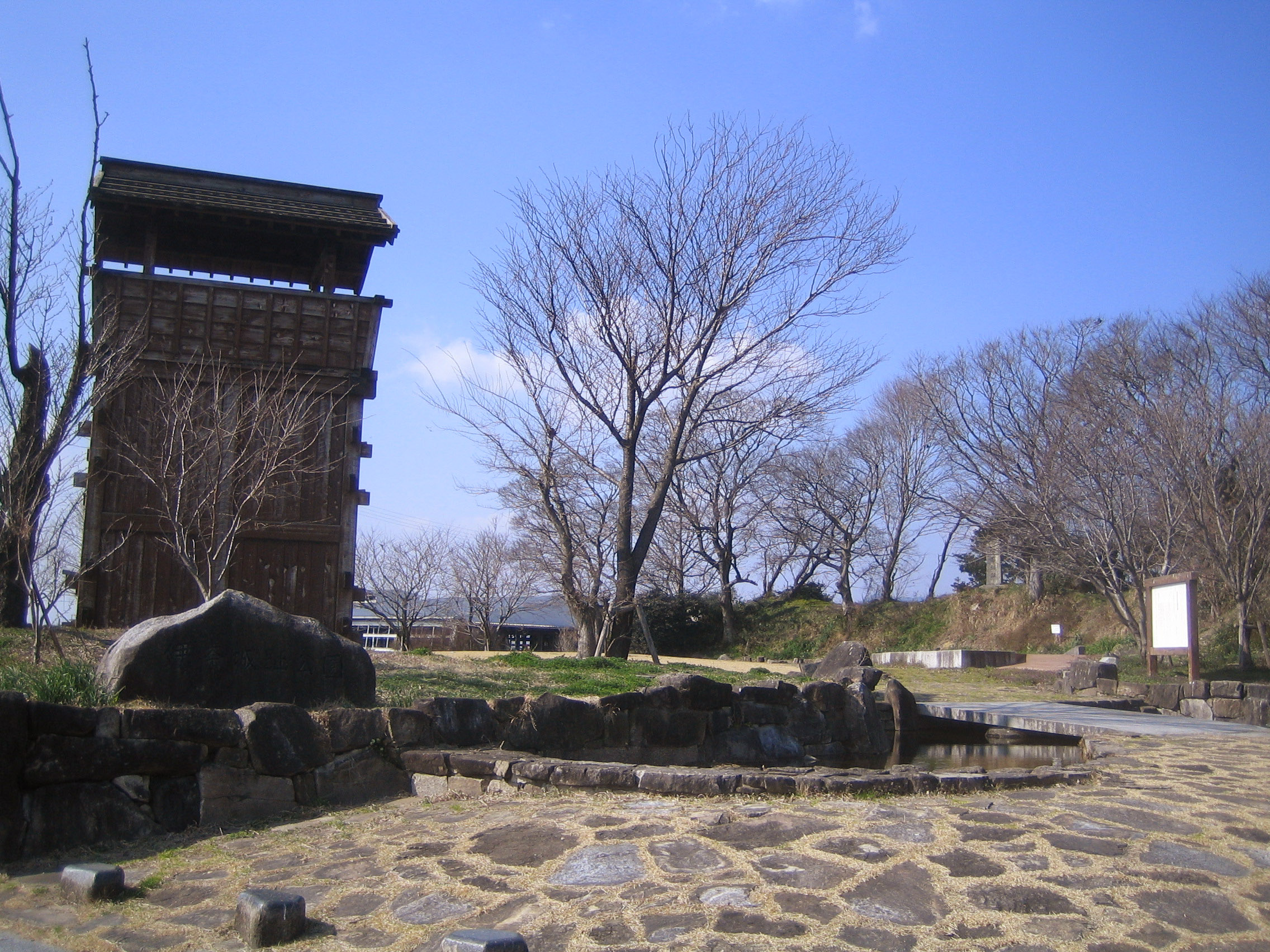
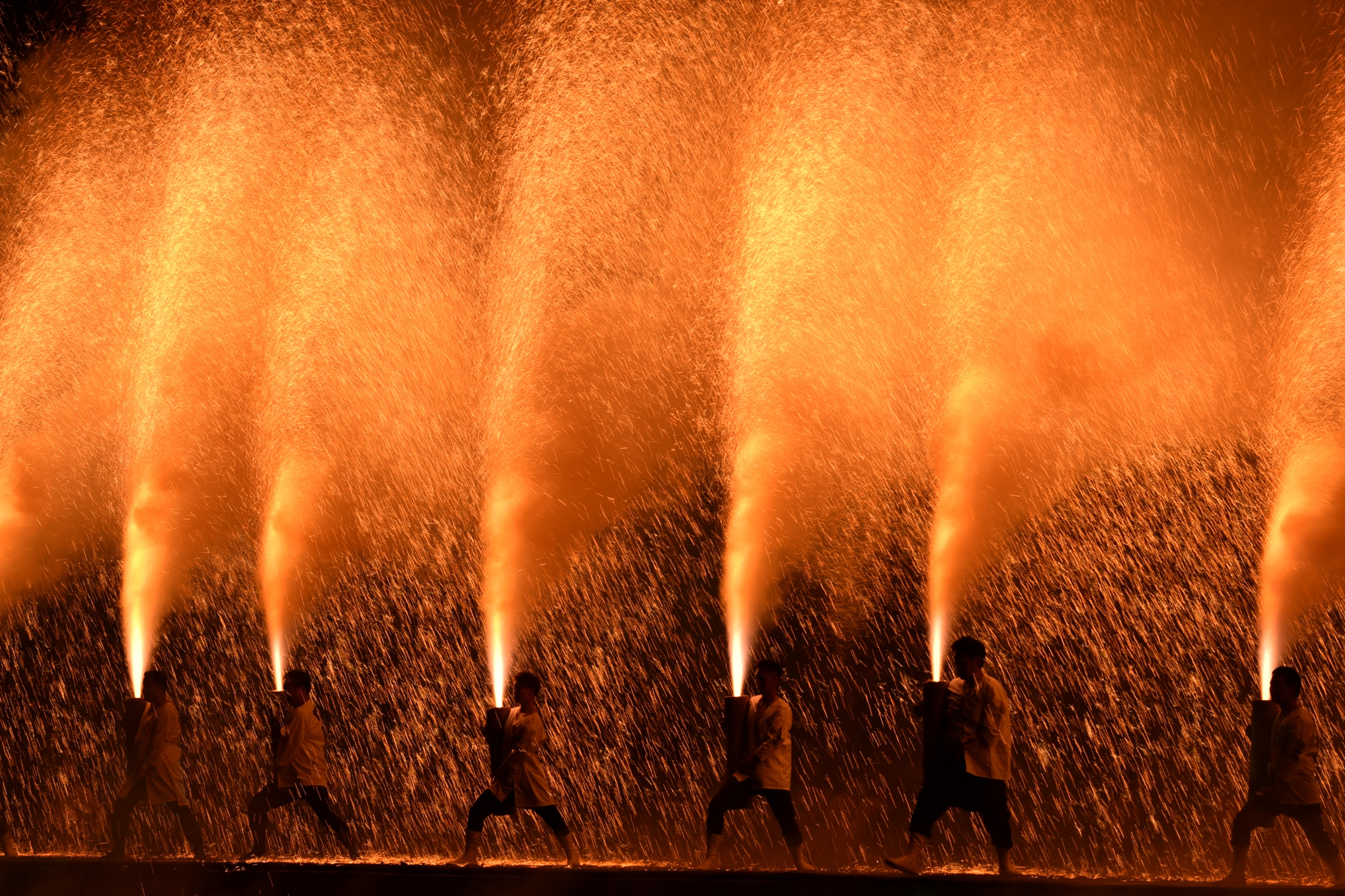
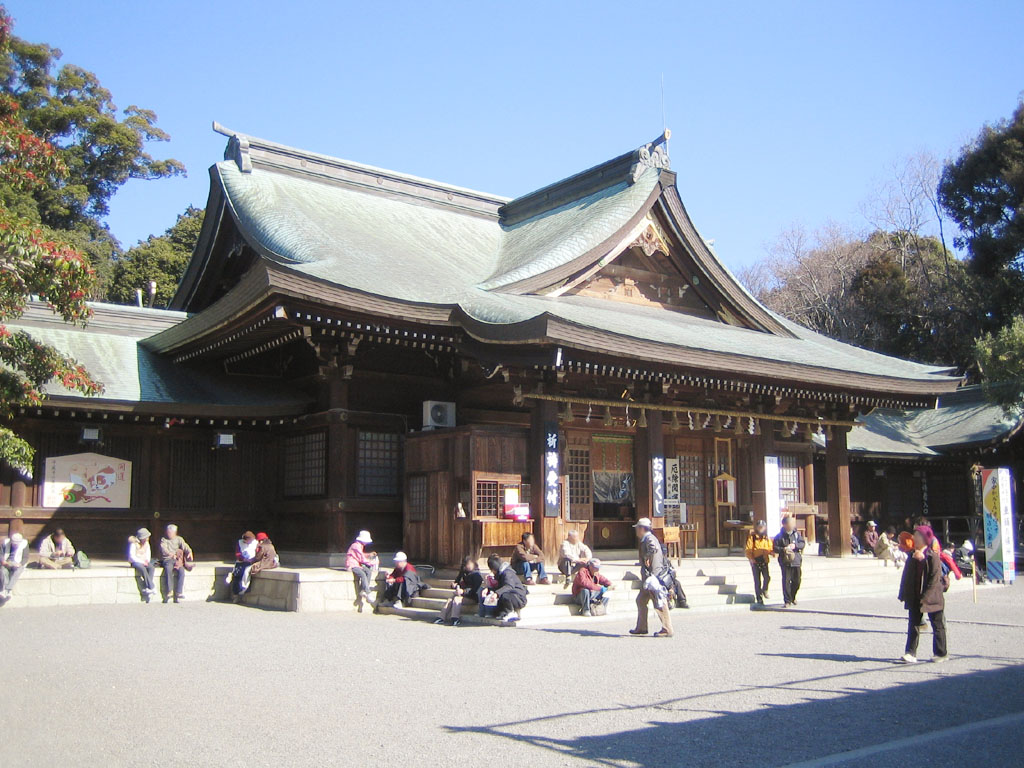
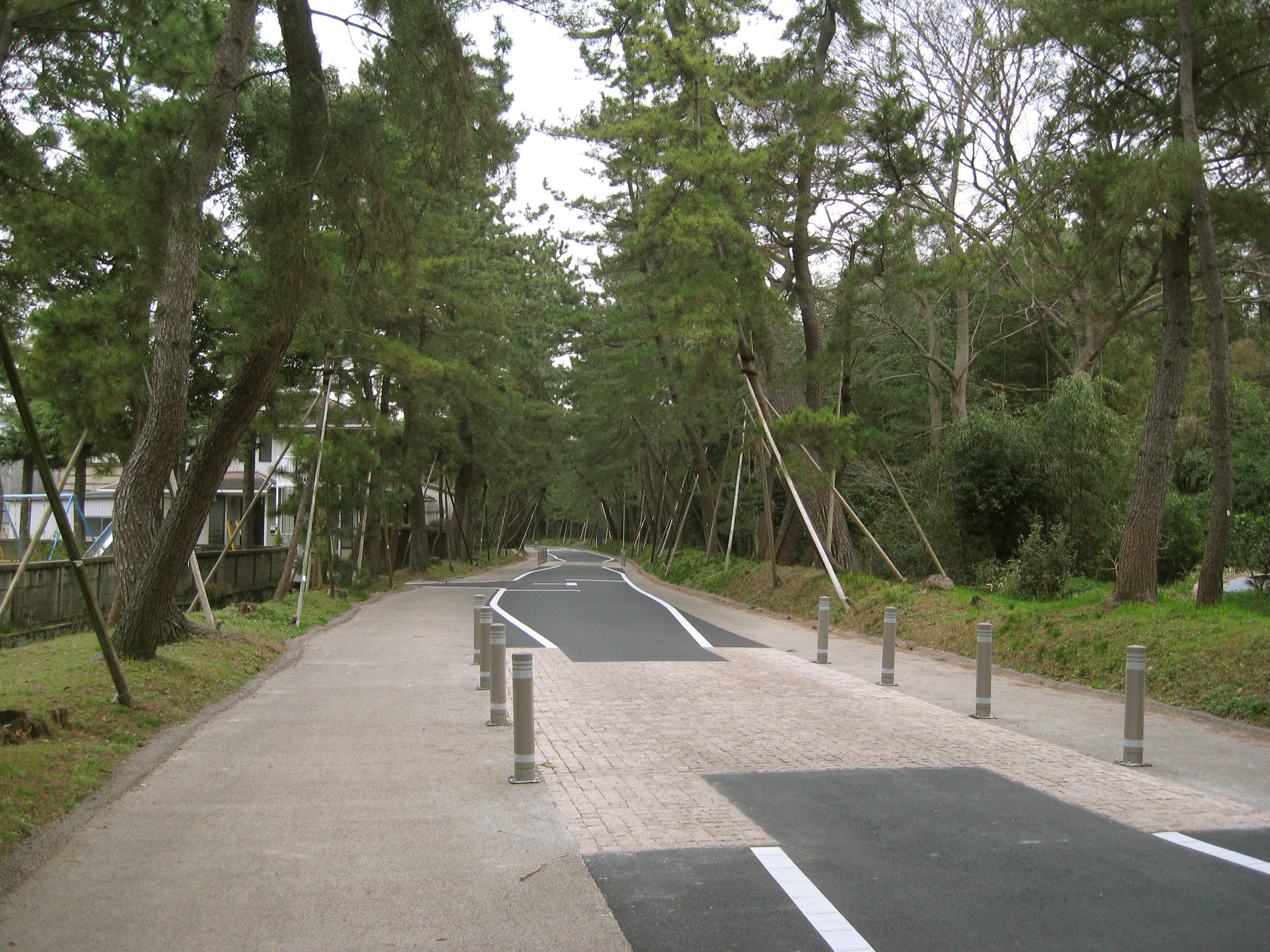
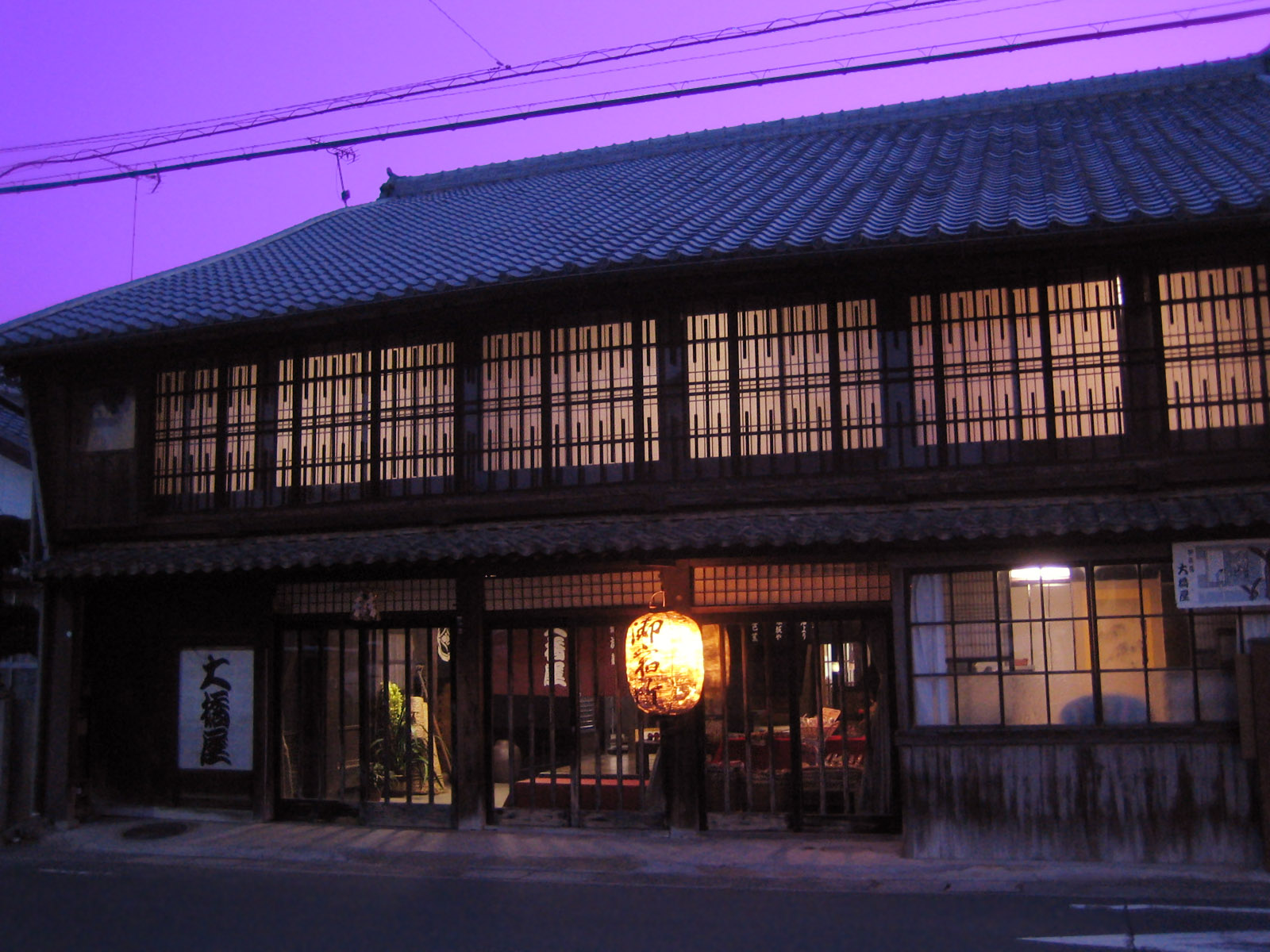

## أعلام
- سيون سونو
- غاكوتو كوندو
- أتسويا أوتا